# Núi Senjō

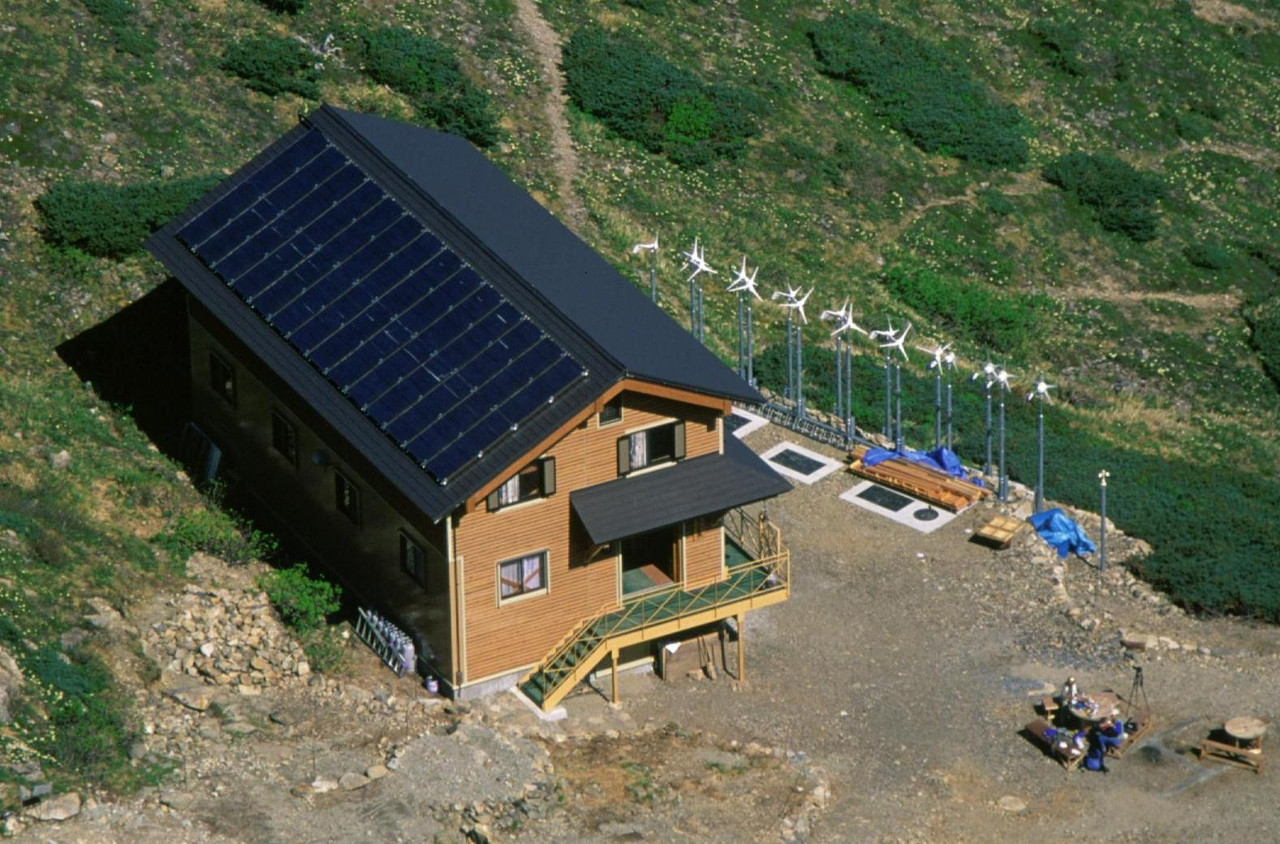
Mountain hut Senjō

Núi Senjō (仙丈ヶ岳 (Tiên Trượng nhạc) Senjō-ga-take) là một ngọn núi cao 3.032,6 m (9.949,5 ft) ở biên giới Minami-Alps, Yamanashi và  Ina, Nagano, tại Nhật Bản. Núi này là một những đỉnh núi chính thuộc dãy núi Akaishi, là một trong những đỉnh núi nổi tiếng nhất thuộc rặng núi. Núi này cũng là một trong 100 núi nổi tiếng Nhật Bản.